# Ondata di caldo in America del Nord del 2021

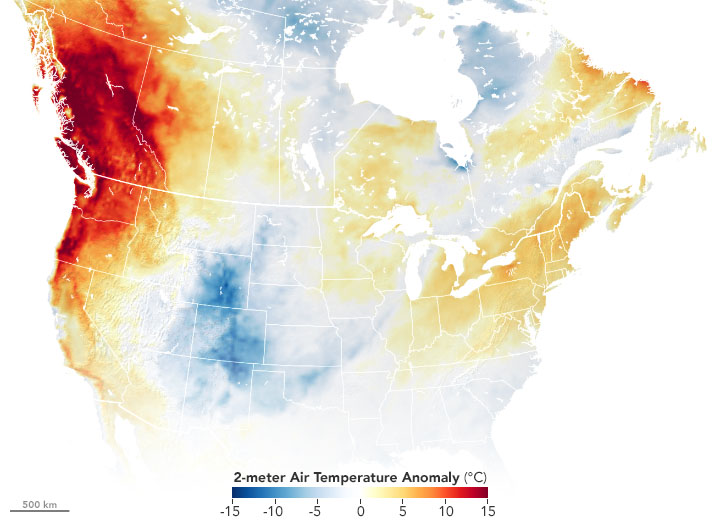
Ondata di caldo anomala nell'America nord-occidentale

L'Ondata di caldo del 2021 in Nord America è un evento climatico estremo che ha interessato la costa occidentale degli Stati Uniti e del Canada nel mese di giugno e inizio luglio, registrando temperature fino ai 54,4° Celsius. La Rcmp ha annunciato che i decessi ammontano a 716 nell'area metropolitana della costa occidentale del Canada;. Il governatore della California Gavin Newsom ha dichiarato lo stato d'emergenza.
In alcune città sono stati aperti dei centri di raffreddamento (in inglese: cooling centres); edifici climatizzati che offrono ai residenti un riparo dal caldo, ad esempio: l'Oregon Convention Center a Portland è stato adibito a tale scopo.
A seguito dell'ondata di caldo sono scoppiati incendi boschivi di vaste proporzioni con nubi di fuliggine che innescavano fulmini secchi, distruzione di infrastrutture, evacuazioni di persone e impatti ambientali duraturi enormi che hanno interessato anche gli ecosistemi marini della costa.
Il Presidente degli Stati Uniti d'America Joe Biden ha messo in relazione l'ondata di caldo con il cambiamento climatico. Agli scettici ha risposto sardonicamente:
Nonostante un singolo evento climatico estremo non è facilmente riconducibile al fenomeno del riscaldamento globale, numerosi studi scientifici corroborano la tesi che vi sia un legame indissolubile tra le ondate di caldo anomale ed il già citato riscaldamento globale.. Vancouver fa causa alle compagnie petrolifere corresponsabili del cambiamento climatico.
Gli eventi climatici estremi hanno una probabilità di verificarsi aumentata da 2 a 7 volte, secondo un nuo studio basato sulle emissioni divulgato su La Repubblica.
Secondo uno studio del dott. Stone e di altri otto ricercatori della Georgia Tech, dell'Arizona State, dell'Università del Michigan e dell'Università di Guelph in Ontario, Canada, una combinazione di black out estivo e di caldo estremo: «sarebbe l'evento climatico più mortale che possiamo immaginare».
Nonostante il nord-ovest del continente sia interessato da un'ondata di caldo senza precedenti, in altre zone del Nord America e in Sud America si sperimentano temperature insolitamente basse.